# Mydaea brevipilosa
Mydaea brevipilosa är en tvåvingeart som beskrevs av Malloch 1920. Mydaea brevipilosa ingår i släktet Mydaea och familjen husflugor. Inga underarter finns listade i Catalogue of Life.